# 柏木集保
柏木 集保（かしわぎ しゅうほ、1948年3月18日 - ）とは、長野県小諸市出身の競馬評論家である。
「集保」の名はペンネームであり、資料を集めて保つとの意味。身長が高く、同業者からは「ジャンボ」との愛称で呼ばれている。

## 来歴・人物
長野県上田高等学校時代にはハンドボールでインターハイに出場。その後は早稲田大学政治経済学部に進学し、相撲部屋からスカウトされた経験も持つ。1973年に競馬新聞『日刊競馬』を発行する日刊競馬新聞社に入社し、以後同社にて長年にわたり中央競馬の競馬予想を担当。1979年に福島開催で大きな実績を挙げたことから、メイン馬柱に名前が載るようになった。また、1980年の第82回天皇賞で、プリテイキャストの大逃げ勝利をレース展開まで完璧に読み切って的中させ、テレビCMが作られるほどの注目を集める。さらに1984年からメイン解説者となり、現在の“肩書き”は編集長である（実際の編集責任者は滝沢克明である。また、『編集長』になる以前は『二重丸ディレクター』という肩書きとなっていた時期もある。詳細は後述のCMキャッチコピーのリンク先参照）。コラム「編集長の競馬」を担当。
本紙予想を担当したことはないが、飯田正美とともに『日刊競馬』の看板予想家であり、同紙のコマーシャルにも起用されている。また、netkeiba.comなどインターネットメディアを含む各競馬誌へのコラム寄稿のほか、映像メディアやイベントなどにも積極的に出演しており、井崎脩五郎と並ぶ関東競馬界のご意見番的存在とも言える。
加齢に伴い、2018年（平成30年）5月27日の日本ダービーをもって毎開催日のレギュラー予想を引退し、以後はメインレースの展望やコラムに専念。またGIレース開催時に不定期で紙面やネットメディアに登場する。

## 競馬予想のスタイル
血統、過去の走破タイム・ペース配分などから多角的にレースを推理・寸評し、出走馬の前評判にとらわれない独自の予想スタイルを貫いている。得意なレースは「長距離戦か逆の短距離戦」と自ら評している。一貫性のある予想を信条としており、同僚の宮崎秀一は柏木の予想スタイルを「馬券的にしつこい（同じ馬をしばらく追い続ける）」と評している。

### 予想例
2000年から2019年まで中央競馬の大レースである日本ダービー、有馬記念で本命を打ったのは以下の馬となっている。
| 開催年 | 日本ダービー本命馬 | 人気     | 着順 | 有馬記念本命馬     | 人気     | 着順 |
| ------ | ------------------ | -------- | ---- | ------------------ | -------- | ---- |
| 2000年 | カーネギーダイアン | 4番人気  | 7着  | トーホウシデン     | 5番人気  | 14着 |
| 2001年 | クロフネ           | 2番人気  | 5着  | ナリタトップロード | 4番人気  | 10着 |
| 2002年 | シンボリクリスエス | 3番人気  | 2着  | ジャングルポケット | 4番人気  | 10着 |
| 2003年 | ネオユニヴァース   | 1番人気  | 1着  | リンカーン         | 4番人気  | 2着  |
| 2004年 | ハイアーゲーム     | 3番人気  | 3着  | デルタブルース     | 4番人気  | 5着  |
| 2005年 | ディープインパクト | 1番人気  | 1着  | ディープインパクト | 1番人気  | 2着  |
| 2006年 | トーホウアラン     | 9番人気  | 9着  | スウィフトカレント | 11番人気 | 12着 |
| 2007年 | ナムラマース       | 10番人気 | 8着  | ポップロック       | 2番人気  | 5着  |
| 2008年 | サクセスブロッケン | 3番人気  | 18着 | ダイワスカーレット | 1番人気  | 1着  |
| 2009年 | アプレザンレーヴ   | 4番人気  | 5着  | イコピコ           | 9番人気  | 8着  |
| 2010年 | ヒルノダムール     | 3番人気  | 9着  | オウケンブルースリ | 8番人気  | 11着 |
| 2011年 | ユニバーサルバンク | 11番人気 | 10着 | オルフェーヴル     | 1番人気  | 1着  |
| 2012年 | ゴールドシップ     | 2番人気  | 5着  | ダークシャドウ     | 4番人気  | 6着  |
| 2013年 | ロゴタイプ         | 2番人気  | 5着  | アドマイヤラクティ | 3番人気  | 11着 |
| 2014年 | イスラボニータ     | 1番人気  | 2着  | フェノーメノ       | 6番人気  | 10着 |
| 2015年 | リアルスティール   | 2番人気  | 4着  | アドマイヤデウス   | 11番人気 | 7着  |
| 2016年 | ディーマジェスティ | 1番人気  | 3着  | サトノダイヤモンド | 1番人気  | 1着  |
| 2017年 | アドミラブル       | 1番人気  | 3着  | スワーヴリチャード | 2番人気  | 4着  |
| 2018年 | ステイフーリッシュ | 10番人気 | 10着 | ミッキースワロー   | 10番人気 | 11着 |
| 2019年 | ダノンキングリー   | 3番人気  | 2着  | アーモンドアイ     | 1番人気  | 9着  |

2000年〜2019年の中央競馬のGIレースで、単勝4番人気以上の馬に本命を打ち、その馬が1着となったのは以下の3例である。
- 2001年天皇賞（春） - テイエムオペラオー （1番人気、単勝2.0倍）
- 2002年天皇賞（春）- マンハッタンカフェ （2番人気、単勝2.9倍）
- 2014年菊花賞 - トーホウジャッカル （3番人気、単勝6.9倍）

2000年〜2019年の中央競馬のGIレースで、単勝4番人気以下の馬に本命を打ち、その馬が1着となったのは以下の3例である。
- 2002年菊花賞 - ヒシミラクル （10番人気、単勝36.6倍）
- 2002年ジャパンカップダート - イーグルカフェ （5番人気、単勝20.8倍）
- 2004年スプリンターズステークス - カルストンライトオ （5番人気、単勝8.5倍）

また、的中はしていないが、他のGIレースでも思い切った印をつける時がある。
- 1986年菊花賞 - エイティファイブ（11番人気）結果 : 15着
- 1987年有馬記念 - レジェンドテイオー（6番人気）結果 : 4着
- 1998年天皇賞（春）- ファンドリリヴリア（11番人気）結果 : 10着
- 2008年天皇賞（秋） - オースミグラスワン（10番人気）結果 : 7着
- 2008年ジャパンカップダート - アドマイヤフジ（8番人気）結果 : 14着
- 2009年スプリンターズステークス - トレノジュビリー（7番人気）結果 : 6着

## テレビ・ラジオ出演
柏木は日刊競馬新聞社の大看板として、1980年代から2010年代後半まで関東地区で放送されるテレビ・ラジオの競馬中継番組で熱弁を振るってきた。
関東独立U局『中央競馬ワイド中継』（首都圏トライアングル・マイ・プラン共同制作）、『中央競馬ハイライト』の解説者を長年務めた。2011年より『ワイド中継』の後継番組『LIVE&REPORT 中央競馬中継』のレギュラー解説者として引き続き参加したが、『LIVE&REPORT』は2012年5月で終了。同年10月からは『競馬展望プラス』（関東版）に毎月1回レギュラー出演していた。しかし、2019年（平成31年）3月の同番組終了をもって、30年以上に渡った関東独立テレビ局への出演が途切れることになった。

『ワイド中継』においては、当初は土曜日・日曜日ともに解説陣では2番手の解説者としてスタジオ解説に専念していたが、2003年より、日曜日のメイン解説者であった松沢俊夫、土曜日のメイン解説者であった松本憲二が相次いで降板したことにより、両日ともに番組のメイン解説者となった。さらに日曜は松沢の後任として実況席解説を担当した。土・日両日に出演する解説者は松本憲二が日曜のパドック解説者を降板して以降、最終回まで長らく柏木ただ一人であった。
メインレースの展望や回顧では、大レースになるほど熱弁を振るう。自分の推奨した馬が思い描いていた通りの強い勝ち方で勝つと、レース回顧の際に手放しで褒め称える（ただし、本人いわく「自分は褒めるのは上手ではない」）。逆に、自分が期待した通りに運ばないレースや、牽制しあって馬の能力を最大限活かさないレースだと、自分の推奨馬や騎手らに対して痛烈な批判を浴びせることも珍しくない。
また、グリーンチャンネル『トラックマンTV』にも解説者として出演している。

ラジオではラジオNIKKEI『中央競馬実況中継』（第1放送・日曜）に出演してきたが、『ワイド中継』との兼ね合いにより日曜昼休み『集保の目』コーナーのみの出演で、実況席やパドックでの解説はしなかった。2014年（平成26年）頃までに毎週のレギュラーを取りやめ、2018年の予想活動引退をもって、正式に勇退する形となった。
柏木は『日刊競馬』のテレビCMにも出演している。CMのキャッチコピーは以下のとおり。
- プリテイキャストを本命にした男[8]
- 「自分の予想スタイルができれば競馬はもっと面白い」（薔薇の花束編。柏木の台詞）[9]
- 「やけに競馬に詳しい男が仲間にいる。柏木のこと、そう思ってほしい」[10]
- 「一緒ならもっと競馬が深くなる」（ダーツ編[11]、PC編[12]）

## 著書
- 集保の正攻法勝馬推理（永岡書店）ISBN 978-4522010679
- 競馬の基本から馬券作戦まで（永岡書店）ISBN 978-4522010631
- 基礎からの競馬入門（永岡書店）ISBN 978-4522210437
- これであなたも競馬通!（日本放送出版協会、2005年）ISBN 978-4140881453